# Gomphurus crassus
Gomphurus crassus – gatunek ważki z rodziny gadziogłówkowatych (Gomphidae). Występuje w środkowo-wschodniej części USA; stwierdzony na terenie stanów: Alabama, Indiana, Ohio, Kentucky i Tennessee.